# Christian Mitterrutzner
Christian Mitterrutzner (* 24. Januar 2001 in Klausen) ist ein italienischer Handballspieler aus Südtirol. Er spielt im Rückraum und gehört der Beachhandball-Nationalmannschaft Italiens an, wo er auf der Position des Pivot spielt.

## Hallenhandball
Christian Mitterrutzner spielt seit der Jugend für den SSV Brixen. Hier schaffte er den Sprung in die erste Mannschaft und spielt mit dem Verein in der Seria-A1, der ersten Liga Italiens.

## Beachhandball

### Jugend und Junioren
Mitterrutzner ist seit der Jugendzeit Nationalspieler Italiens im Beachhandball. Seine erste Teilnahme an einer internationalen Meisterschaft war im Rahmen der Jugend-Europameisterschaften 2016 (U16) in Nazaré, Portugal, wo er mit seiner Mannschaft zunächst alle Vorrundenspiele und das Viertelfinale gegen Polen gewann. Erst im Halbfinale gegen Portugal musste Italien eine Niederlage hinnehmen, gewann dann abschließend noch einmal gegen Russland das Spiel um die Bronzemedaille. Mitterrutzner spielte in allen sechs Spielen und erzielte dabei 42 Punkte.
Auch 2017 stand Mitterrutzner im italienischen Aufgebot für die Jugend-Europameisterschaften (U17) am Jarun-See in Zagreb, Kroatien. Nach zwei Siegen und zwei Niederlagen in der Vorrunde zog Italien in das Viertelfinale gegen Spanien ein, unterlag dort jedoch. Bei den weiteren Platzierungsspielen gewann Italien zuerst gegen Polen, unterlag im abschließenden Spiel um den fünften Platz jedoch Kroatien und wurde Sechster. Mitterrutzner kam erneut in allen sieben Spielen zum Einsatz und war mit 57 Punkten einer der erfolgreichsten Scorer seiner Mannschaft.
Im selben Jahr folgte die Teilnahme an den ersten je ausgetragenen Jugend-Weltmeisterschaften in Flic-en-Flac auf Mauritius. Nach drei Siegen in der Vorrunde und nur einer Niederlage gegen Spanien im letzten Spiel der Hauptrunde zog Italien in das Viertelfinale ein und gewann dort gegen Venezuela. Auch das Halbfinalspiel gegen Russland wurde gewonnen. Im Finale traf Italien erneut auf Spanien und verlor dort erst im Shootout und gewann damit die Silbermedaille und qualifizierte sich für die Olympischen Jugend-Sommerspiele 2018 in Buenos Aires.
2018 folgten zunächst jedoch die Jugend-Europameisterschaften in Ulcinj, Montenegro. Nach drei Siegen in der Vorrunde verloren die Italiener das Viertelfinalspiel gegen Kroatien. Nach einem Sieg über Ungarn und einer Niederlage gegen Russland schloss Italien wie im Vorjahr das Turnier als Sechster ab. Mitterrutzner kam wieder in allen möglichen sechs Spielen zum Einsatz und erzielte mit 62 Punkten die zweitmeisten seiner Mannschaft.

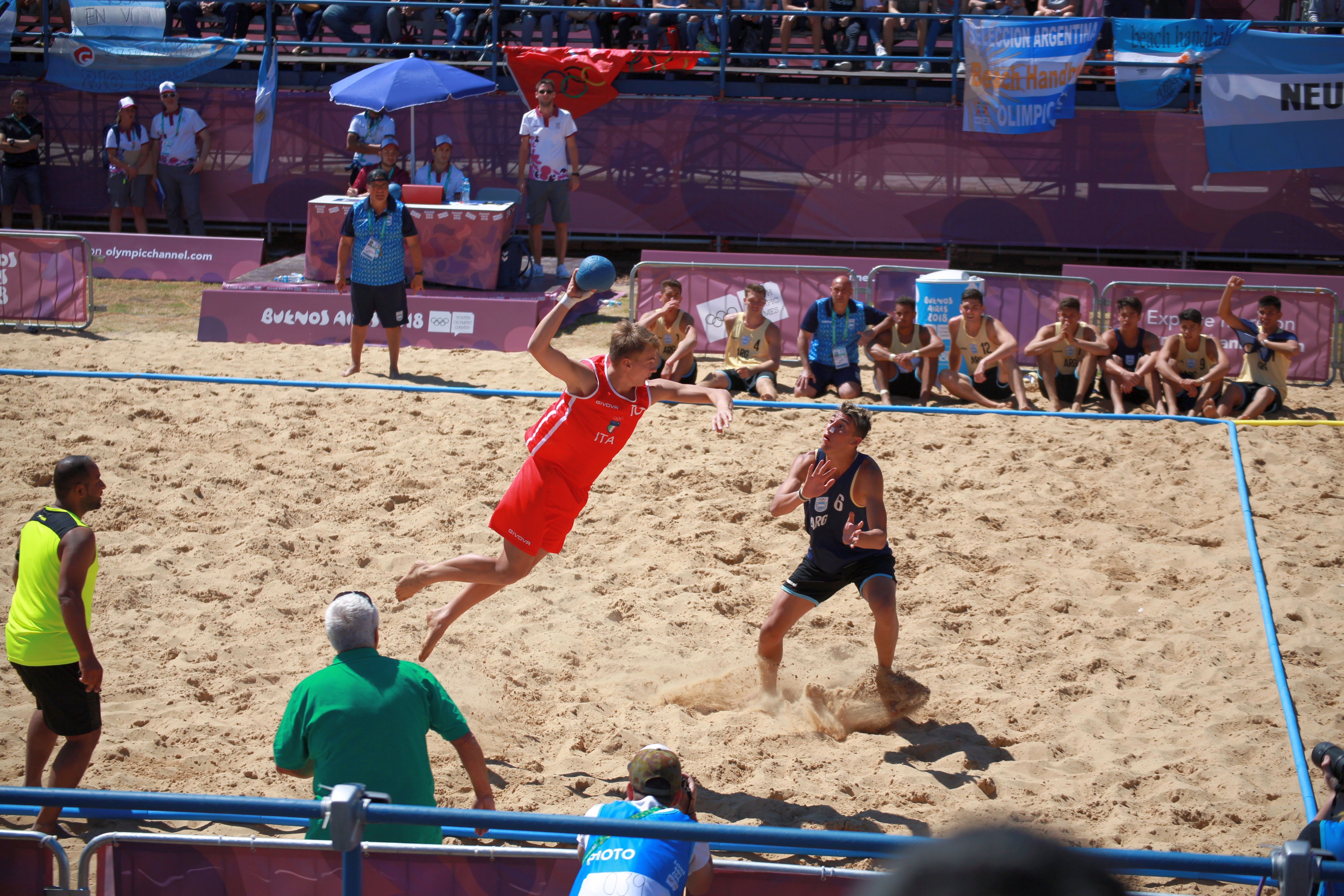
Mitterrutzner im Shootout gegen Argentinien bei den Olympischen Jugendspielen; hier gegen Elian Goux

Höhepunkt und Abschluss der Zeit als Nachwuchsspieler wurden die Olympischen Jugendspiele. Italien startete zwar mit zwei deutlichen Siegen gegen Paraguay und Mauritius in die Vorrunde, unterlag danach jedoch in den drei weiteren Spielen gegen Kroatien, Portugal und die Gastgeber aus Argentinien. Damit wurden die Italiener nur vierte der Gruppe und qualifizierten sich nur für die Trostrunde. Hier gelangen zunächst zwei Siege gegen Uruguay und Chinesisch-Taipeh (Taiwan), doch im letzten Spiel um den Gruppensieg unterlag man gegen Venezuela. Die Mannschaft war auch der Gegner im abschließenden Platzierungsspiel um den siebten Platz. Hier unterlag Italien erneut, in der Addition beider Sätze mit dem identischen Resultat wie schon im Spiel zuvor. Mitterrutzner erzielte in neun Spielen 98 Punkte und gab 36 Assists. Damit war er einer der effektivsten Offensivspieler des Turniers.

### Männer

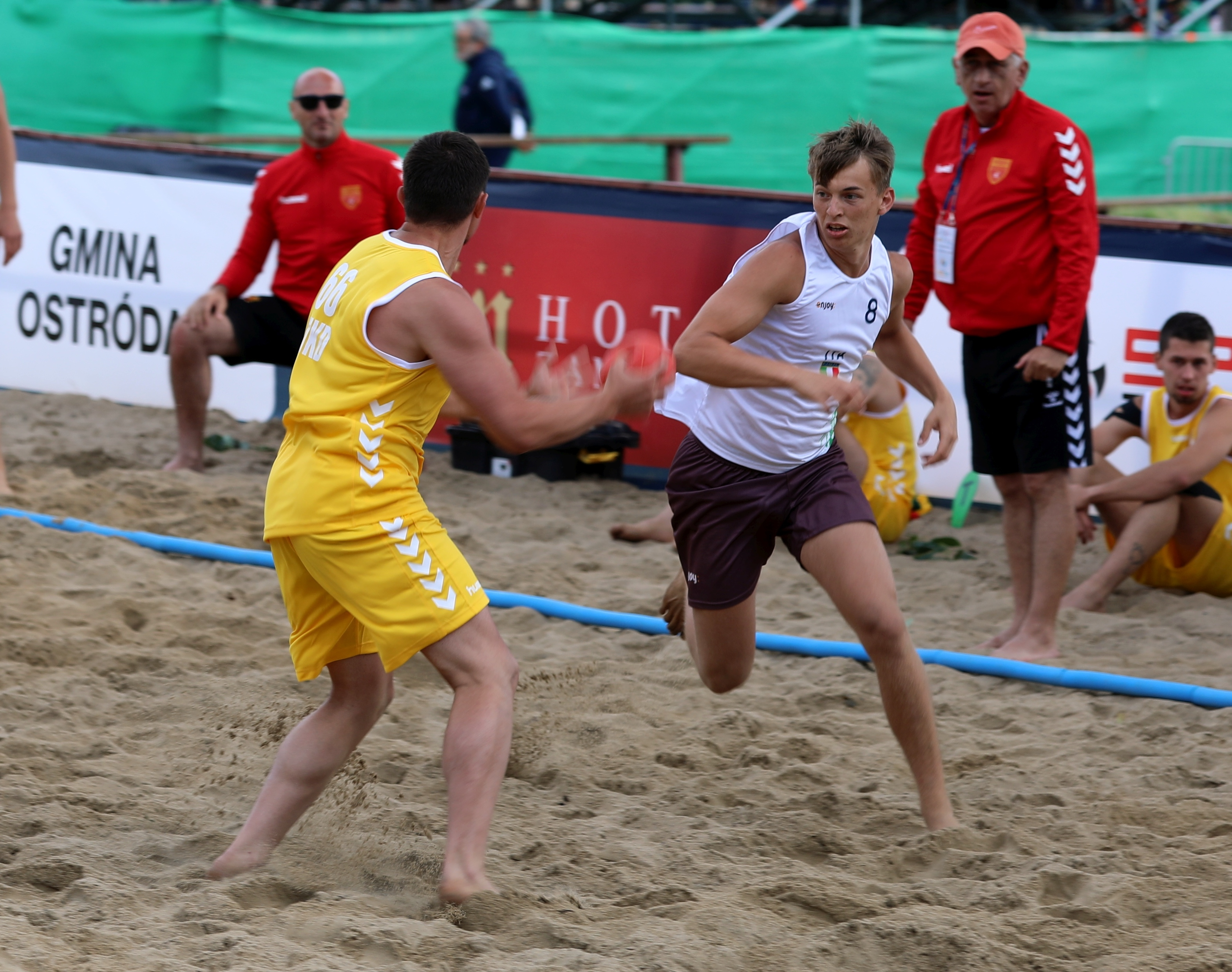
Mitterrutzner sprintet im Spiel gegen Nordmazedonien bei den Europameisterschaften 2019 nach einem italienischen Ballverlust zurück in die Abwehr, um gegen Bojan Madzovski zu verteidigen

Bei den Europameisterschaften 2019 in Stare Jabłonki gehörte Mitterrutzner erstmals bei einem Turnier der A-Nationalmannschaft Italiens an. Nach einer schwachen Vorrunde mit Niederlagen gegen die Ukraine, Kroatien und die Schweiz und nur einem Sieg gegen Nordmazedonien musste Italien in der Trostrunde antreten. Dort gelangen drei Siege gegen die Türkei, Montenegro und Slowenien. In den Platzierungsspielen unterlag Italien gegen die Ukraine und Rumänien, gewann schließlich das abschließende Spiel gegen die Schweiz und wurde 15. Mitterrutzner kam in allen zehn Spielen zum Einsatz und erzielte mit 117 Punkten einen recht hohen Wert. Abgesehen von den beiden Spielen gegen die Schweiz, gegen Montenegro und Rumänien war er in allen Spielen der beste Werfer seiner Mannschaft.
Schon vor der EM gewann er mit der Mannschaft Cus Chieti, die sich durchweg aus den Teilnehmern der nachfolgenden Europameisterschaften zusammensetzte, den Titel bei den italienischen Beachhandball-Meisterschaften 2019.

## Einzelbelege
1. ↑  S. S. V. Brixen: Eine starke Leistung zeigten unsere Nachwuchsspieler in der A1. Abgerufen am 24. Januar 2021 (deutsch).
2. ↑  Brixen gewinnt Südtiroler Derby gegen Eppan. Abgerufen am 24. Januar 2021.
3. ↑  European Handball Federation – 2016 Men's ECh Beach Handball 16 / Final Tournament. Abgerufen am 24. Januar 2021 (englisch).
4. ↑  European Handball Federation – 2017 Men's Ech Beach Handball 17 / Final Tournament. Abgerufen am 24. Januar 2021 (englisch).
5. ↑  suedtirol1.it: Südtiroler des Tages: Alex Freund, Christian Mitterrutzner und Max Prantner. Abgerufen am 24. Januar 2021.
6. ↑  2018 Summer Youth Olympics Official Result Book Beach handball
7. ↑  European Handball Federation – 2019 Men's ECh Beach Handball / Final Tournament. Abgerufen am 24. Januar 2021 (englisch).
8. ↑  03 Luglio 2019: Beach handball, Cus Chieti campione d’Italia. In: il Centro. 3. Juli 2019, abgerufen am 24. Januar 2021 (italienisch).

| Personendaten    | Personendaten                                    |
| ---------------- | ------------------------------------------------ |
| NAME             | Mitterrutzner, Christian                         |
| KURZBESCHREIBUNG | italienischer Handball- und Beachhandballspieler |
| GEBURTSDATUM     | 24. Januar 2001                                  |
| GEBURTSORT       | Klausen                                          |